# Miriam-Teak Lee
Miriam-Teak Lee (Londra, 1º novembre 1994) è un'attrice, cantante e ballerina britannica, nota soprattutto come interprete di musical.

## Biografia
Ha studiato recitazione all'Arts Educational Schools London, laureandosi nel 2017. Nello stesso anno ha fatto il suo debutto sulle scene londinesi, interpretando Claire nel musical di Leonard Bernstein On the Town al Regent's Park Open Air Theatre. Nel dicembre dello stesso anno ha fatto il suo esordio nel West End londinese nella prima britannica del musical Premio Pulitzer Hamilton, in cui danzava nell'ensemble ed era la prima sostituta per i ruoli principali di Eliza ed Angelica Schuyler.
Nell'autunno 2019 ha interpretato Giulietta Capuleti nel musical & Juliet in scena a Manchester; lo show ha ottenuto un grande successo di pubblico ed è stato immediatamente trasferito al Shaftesbury Theatre del West End londinese, dove Lee ha vinto il Laurence Olivier Award alla migliore attrice in un musical per la sua interpretazione.

## Filmografia

### Doppiaggio
- Moominvalley - serie TV, 2 episodi (2020)

## Teatro
- On the Town, colonna sonora di Leonard Bernstein, libretto di Betty Comden e Adolph Green, regia di Drew McConie. Regent's Park Open Air Theatre di Londra (2017)
- Hamilton, colonna sonora e libretto di Lin-Manuel Miranda, regia di Thomas Kail. Victoria Palace Theatre di Londra (2017)
- & Juliet, colonna sonora di Max Martin, libretto di David West Read, regia di Luke Shepard. Manchester Opera House di Manchester, Shaftesbury Theatre di Londra (2019)